# Progyndes
Genre
Progyndes est un genre d'opilions laniatores de la famille des Gonyleptidae.

## Distribution
Les espèces de ce genre sont endémiques de l'État de Rio de Janeiro au Brésil.

## Liste des espèces
Selon World Catalogue of Opiliones (20/08/2021) :
- Progyndes brasiliensis Mello-Leitão, 1940
- Progyndes curvitibialis Roewer, 1917

## Publication originale
- Roewer, 1917 : « 52 neue Opilioniden. » Archiv für Naturgeschichte, vol. 82, no 2, p. 90–158 (texte intégral).